# كورت روثلسبيرغر
كورت روثلسبيرغر، من مواليد 21 مايو 1951، حكم كرة قدم سويسري دولي سابق.
و قد حكم مباراتين في كأس العالم لكرة القدم 1998 وثلاثة مباريات في كأس العالم لكرة القدم 1994، وقد حكم كذلك في نهائي دوري أبطال أوروبا 1993، وقد حكم في كأس الأمم الأوروبية لكرة القدم 1992.

## روابط خارجية
- كورت روثلسبيرغر على موقع Soccerway.com (الإنجليزية)